# Wolfgang Nitsche
Wolfgang Nitsche (* 6. Juni 1925; † unbekannt) war ein deutscher Fußballspieler. Als Stürmer und Torwart spielte er für KWU/Turbine Erfurt in der höchsten Spielklasse des DDR-Fußballs. 1954 wurde er mit Turbine Erfurt DDR-Meister.

## Sportliche Laufbahn
Nitsche begann seine Laufbahn als Fußballspieler nach dem Ende des Zweiten Weltkriegs bei der Sportgemeinschaft Erfurt-West. 1948 erreichte er mit seiner Mannschaft das Halbfinale um die Thüringer Fußballmeisterschaft, die Erfurter unterlagen jedoch der SG Sömmerda mit 0:2. Als sich 1949 die SG Fortuna als spielstärkste Sportgemeinschaft in Erfurt herauskristallisiert hatte und sich für die erstmals ausgetragene ostdeutsche Fußball-Zonenliga qualifiziert hatte, wechselte Nitsche dorthin.
Zu Beginn der Zonenliga-Saison 1949/50 hatte sich die SG Fortuna in die Betriebssportgemeinschaft (BSG)  KWU Erfurt umstrukturiert. Nitsches erstes Zonenligaspiel bestritt er am 25. September 1949 in der Begegnung des 3. Spieltages ZSG Industrie Leipzig – KWU Erfurt (0:4). Bis zum 23. Spieltag versäumte er nur zwei Punktspiele, an diesem Spieltag wurde er jedoch so schwer verletzt, dass er die restlichen drei Punktspiele nicht mehr bestreiten konnte. Mit seinen neun Saison-Toren gehörte er dennoch zu den treffsichersten Spielern der BSG KWU. Zum Abschluss der Saison bestritt die KWU das Endspiel um den DDR-Fußballpokal. Das Spiel, in dem Nitsche als Mittelstürmer aufgeboten wurde, ging gegen die BSG EHW Thale mit 0:4 verloren.
Die Saison 1950/51, in der die Zonenliga in DS-Oberliga (Oberliga des Deutschen Sportausschusses) und die Erfurter Mannschaft in BSG Turbine umbenannt wurden, begann Nitsche überraschend als Torwart, da Stammtorhüter Heinz Senftleben verletzt war. Nitsche vertrat ihn vier Spieltage lang und kehrte erst danach wieder in den Angriff zurück. Dabei erwies er sich als besonders treffsicherer Torschütze, denn bis zum 32. Spieltag hatte er bereits 19 Punktspieltore erzielt. Das brachte ihm die Nominierung für zwei DDR-Auswahlspiele gegen eine polnische Gewerkschaftsauswahl ein (1951 konnte die DDR-Auswahl noch keine offiziellen Länderspiele austragen, da sie noch nicht in die FIFA aufgenommen worden war). Noch vor der ersten Begegnung randalierte Nitsche mit einigen anderen Spielern in einer Berliner Gaststätte mit der Folge, dass die Täter mit längeren Spielsperren belegt wurden. Nitsche wurde ein Jahr lang für Auswahlspiele und  für den Rest der Oberligasaison gesperrt. Damit konnte er auch nicht im Entscheidungsspiel um die DDR-Meisterschaft eingesetzt werden, das seine Mannschaft mit 0:2 gegen die BSG Chemie Leipzig verlor. (Erfurt und Leipzig hatten zum Saisonende punktgleich an der Tabellenspitze gestanden.)
In der Spielzeit 1951/52 wurde Nitsche im Angriff der Erfurter variabel eingesetzt und spielte bis auf rechtsaußen auf allen Sturmpositionen. Dabei zeigte er sich sehr effektiv und wurde mit 18 Punktspieltoren erfolgreichste Erfurter Torschütze. Zu seinen 30 Oberligaeinsätzen (von 36) gehörten auch vier Partien, in denen er wieder als Torwart einsprang. Das veranlasste auch Thüringens Auswahltrainer, Nitsche in einem Vergleich mit der Landesauswahl Niedersachsen ebenfalls ins Tor zu stellen. Beim 5:5 machte Nitsche jedoch keine gute Figur. Auch in die Spielzeit 1952/53 startete Turbine Erfurt wieder mit Nitsche als Torwart, bis dieser im vierten Punktspiel verletzt ausscheiden musste. Nachdem er nach einem Monat wieder einsatzfähig war, rückte er wieder in den Angriff vor, wo er abermals auf verschiedenen Positionen eingesetzt, noch 22 der restlichen 24 Oberligaspiele bestritt. Dabei kam er zu acht Torerfolgen.
Die Saison 1953/54 beendete die BSG Turbine Erfurt als DDR-Meister. Daran hatte Nitsche jedoch nur noch wenig Anteil. Er stand nur am Saisonanfang in drei Punktspielen als Stürmer in der Mannschaft, danach fehlte er bis zum 25. Spieltag. An diesem Tage wurde er wieder als Torwart eingewechselt, um danach bis zum Saisonende das Tor der Erfurter zu hüten. Das letzte Punktspiel der Saison, das für die BSG Turbine die endgültige Entscheidung über die Meisterschaft brachte, bedeutete für Wolfgang Nitsche zugleich den Abschied aus dem höherklassigen Fußballsport. Er hatte damit für Erfurt fünf Spielzeiten bestritten, in denen er in insgesamt 114 Erstligaspielen eingesetzt worden war (16-mal als Torwart) und 55 Tore erzielt hatte.